# Calocarcelia trinitatis
Calocarcelia trinitatis är en tvåvingeart som beskrevs av Thompson 1964. Calocarcelia trinitatis ingår i släktet Calocarcelia och familjen parasitflugor. Inga underarter finns listade.